# يوري بتراكوف
يوري بتراكوف هو لاعب كرة قدم روسي في مركز الوسط، ولد في 27 يناير 1991 في لوليو في السويد. لعب مع إف سي موسكو وتوربيدو موسكو وتوم تومسك ودينامو بريانسك ودينامو موسكو وسيسكا موسكو ونادي شريف تيراسبول.